# Kabukichō
Kabukichō (歌舞伎町) é um distrito de entretenimento e da luz vermelha em Shinjuku, Tóquio, Japão. Em Kabukichō se localizam muitos host e hostess clubs, love hotels, lojas, restaurantes e casas noturnas, e é geralmente chamada de "A Cidade que Não Dorme". O nome do distrito vem de planos do final da década de 1940 de construir um teatro Kabuki, apesar dele nunca ter saído do papel, o nome continuou.

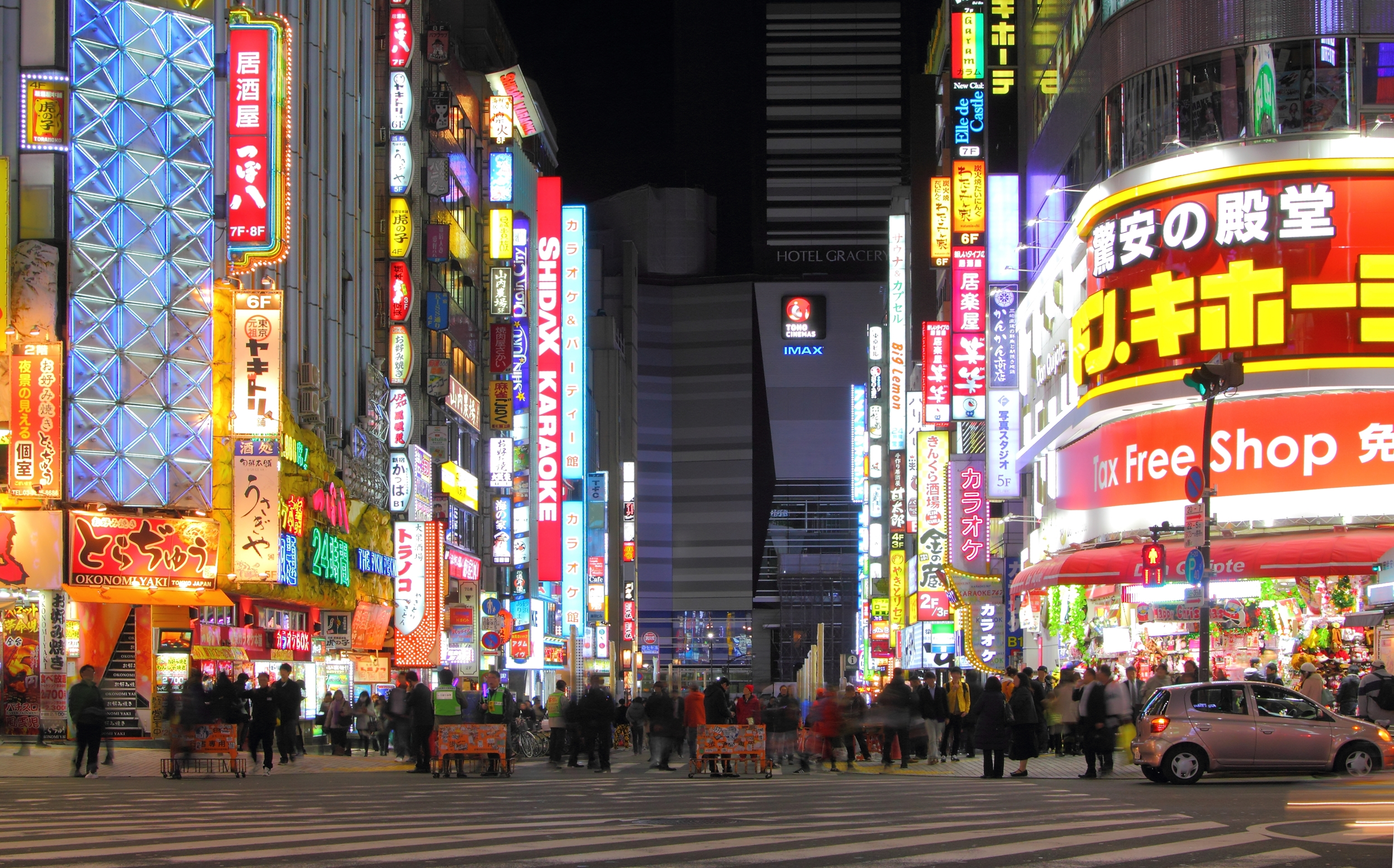
Kabukichō

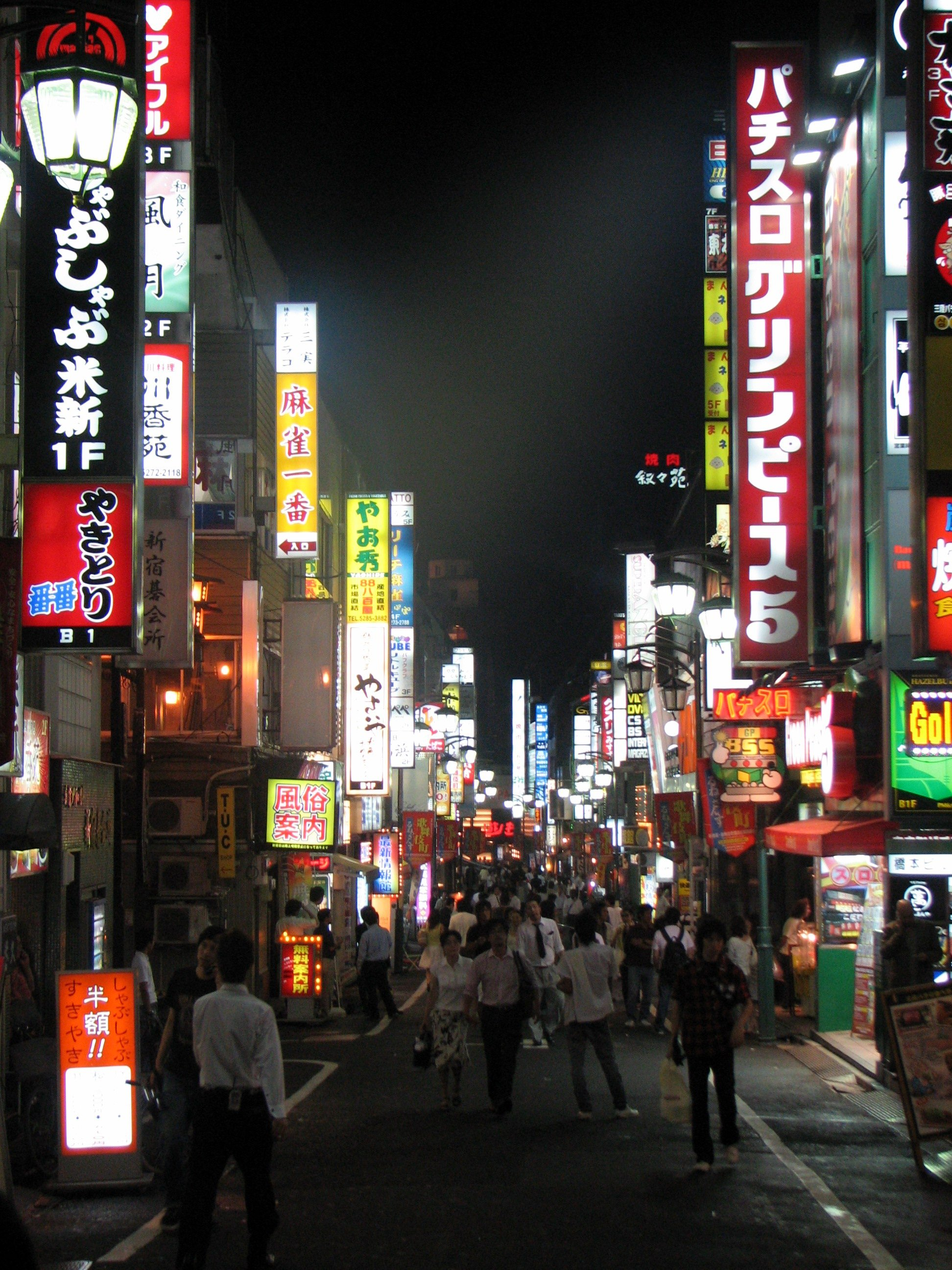
Cena noturna

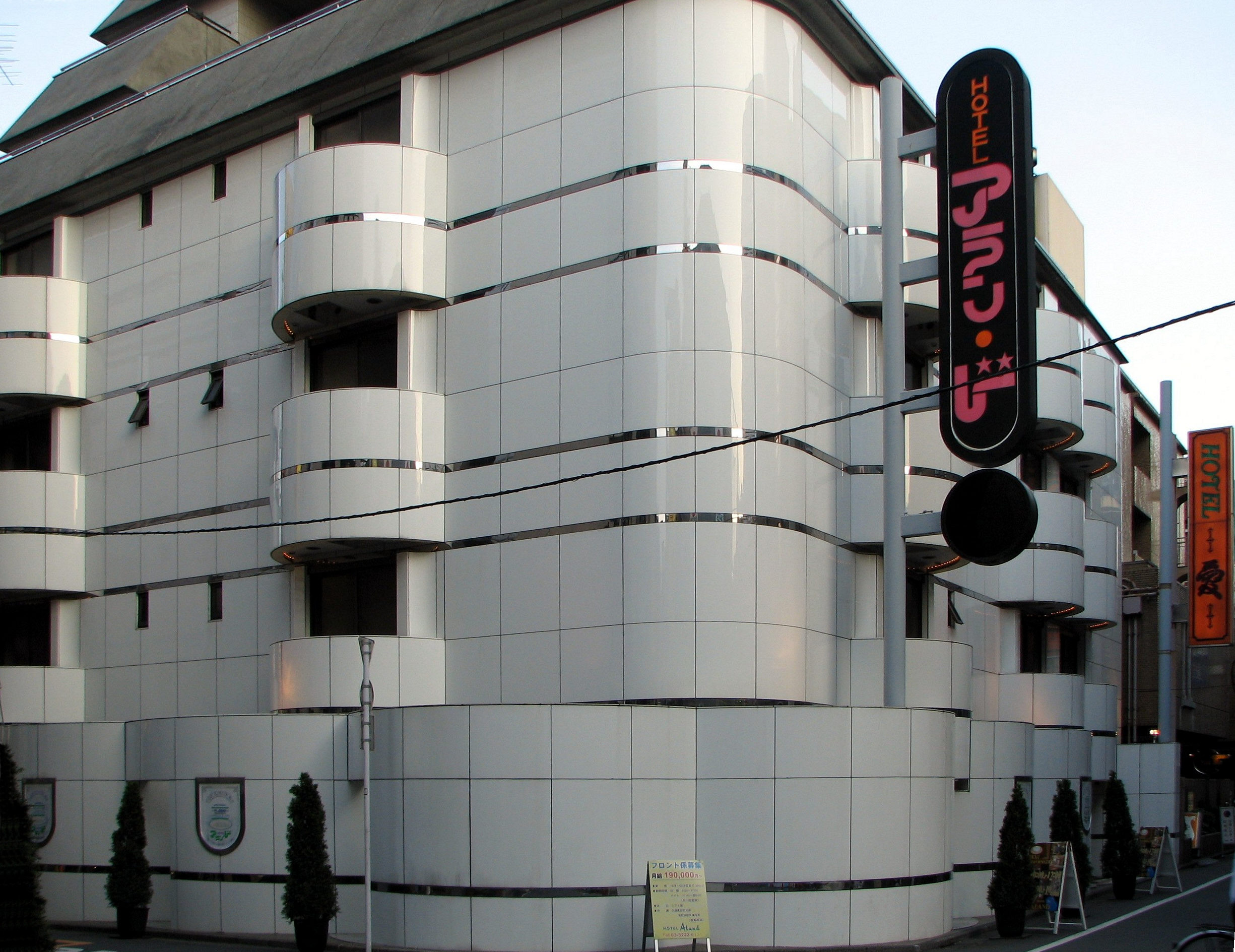
Um love hotel em Kabukichō

Há muitos cinemas na área, e é localizada próxima da Estação de Shinjuku, da Estação de Seibu Shinjuku, e de várias outras.

## História
Originalmente, a área era conhecida como Tsunohazu (角筈) e era um pântano. Após o Período Meiji, o local se tornou um santuário de patos. Na década de 1920, uma escola para meninas foi construída, e os arredores foram se desenvolvendo em uma área residencial. Durante a Segunda Guerra Mundial, os ataques aéreos em Tóquio em 1945 destruíram a área. Após a guerra, foi planejado que um teatro Kabuki iria ser construído lá e a cidade mudou o nome para Kabukichō. Apesar de o projeto ter sido cancelado devido a problemas orçamentários, o nome permaneceu. Kabukichō rapidamente se desenvolveu, principalmente devido a comerciantes Chineses que compraram as terras sem uso.
Kabukichō se transformou em um famoso distrito da luz vermelha com mais de três mil bares, casas noturnas, restaurantes, love hotels, casas de massagem, hostess clubs e similares. Apesar de ser referido com um "distrito da luz vermelha", não há luzes vermelhas ou prostitutas em vitrines como em Amsterdã.
Até 2008, havia o Shinjuku Koma Theater, um dos locais mais famosos da região. O prédio foi demolido em 2009.

## Criminalidade
Kabukichō é uma área com forte presença da Yakuza. De acordo com o governo de Tóquio, havia mais de 1800 membros da mafia na região, e 120 diferentes negócios estavam sob o controle deles. Por conta disso, sempre é possível ver vários policiais dentro ou aos redores da área.
É comum turistas serem abordados por homens bem-vestidos e simpáticos que sabem falar Inglês, eles prometem bebidas e garotas bonitas caso a pessoa vá nos estabelecimentos que trabalham. Na maioria dos estabelecimentos é necessário o pagamento de uma taxa de entrada e a armadilha está na conta, que sempre virá bem maior do que informado anteriormente com a desculpa de que foi adicionada uma taxa para novos clientes.
Alguns estabelecimentos não permitem a entrada de estrangeiros e não é permitido tirar fotos em Kabukichō, exceto com autorização.
Apesar de a prostituição ser ilegal no Japão, Kabukichō é conhecida por causa dela. Táticas para burlar a proibição, como marcar falsos encontros de casais, são bastante comuns. Os host e hostess clubs oferecem homens e mulheres simplesmente para companhia, o que é legalizado.
Há um movimento chamado "Kabukichō Renaissance", feito da união da prefeitura com comerciantes locais, que visa retirar a Yakuza e as prostitutas da região.

## Na cultura popular
- Shinjuku Incident (Massacre no Bairro Chinês, no Brasil), um filme de 2009 estrelado por Jackie Chan ambientado na década de 1990, mostra a vida de imigrantes Chineses no Japão[8]
- Enter the Void (Viagem Alucinante, no Brasil), um filme de Gaspar Noé, foi parcialmente filmado em Kabukichō[9]
- Kabukichō no Joō, uma música de Ringo Shiina
- Fuyajo, um romance de Hase Seishu. Há um filme baseado no livro que foi filmado em Kabukichō
- Kabukichō é onde é ambientado Gintama, mangá de Hideaki Sorachi[10]
- Kabukichō é onde é ambientado o romance In the Miso Soup, de Ryu Murakami
- Kabukichō é uma área no jogo de video game Persona 5, simplesmente referida como Shinjuku.
- O distrito fictício de Kamurocho, da série de videogames Ryū ga Gotoku, é baseado no distrito de Kabukichō